# Hope Valley, Derbyshire
Hope Valley är en dal i Storbritannien.   Den ligger i riksdelen England, i den södra delen av landet, 230 km nordväst om huvudstaden London.